# Dusznik
Dusznik (Macroderma) – rodzaj ssaków z rodziny lironosowatych (Megadermatidae).

## Rozmieszczenie geograficzne
Rodzaj obejmuje jeden żyjący współcześnie gatunek występujący w północno-wschodniej, północnej i północno-zachodniej Australii.

## Morfologia
Długość ciała 100–130 mm, ogona brak, długość przedramienia 96–113 mm; masa ciała 130–170 g.

## Systematyka
Rodzaj zdefiniował w 1906 roku amerykański botanik i zoolog Gerrit Smith Miller w artykule zatytułowanym Dwanaście nowych rodzajów nietoperzy, opublikowanym w czasopiśmie „Proceedings of the Biological Society of Washington”. Gatunkiem typowym jest (oryginalne oznaczenie) dusznik australijski (N. gigas).

### Etymologia
Macroderma: gr. μεγας megas, μεγαλη megalē ‘wielki’; δερμα derma, δερματος dermatos ‘skóra’.

### Podział systematyczny
Do rodzaju należą jeden występujący współcześnie gatunek: 
- Macroderma gigas (Dobson, 1880) – dusznik australijski

Opisano również gatunki wymarłe z obszarów dzisiejszej Australii:
- Macroderma godthelpi Hand, 1985[11] (miocen)
- Macroderma handae K.P. Aplin & Armstrong, 2020[12] (pliocen lub wczesny plejstocen)
- Macroderma koppa Hand, Dawson & Augee, 1988[13] (wczesny pliocen)
- Macroderma malugara Hand, 1996[14] (miocen).